# أحمد السيد النجار
أحمد السيد النجار  رئيس مجلس إدارة مؤسسة الأهرام السابق بقرار من المجلس الأعلى للصحافة المصرية في 3 يناير 2014.

## نشأته وتعليمه
ولد الدكتور أحمد السيد النجار في قرية كفر هورين محافظة المنوفية في31 أكتوبر 1959  وحصل على بكالوريوس الاقتصاد، كلية الاقتصاد والعلوم السياسية، جامعة القاهرة، 1984. يرأس تحرير التقرير السنوي: «الاتجاهات الاقتصادية الاستراتيجية» وخبير اقتصادي بمركز الدراسات السياسية والاستراتيجية بجريدة الأهرام وكاتب اقتصادى للعديد من الصحف والدوريات المصرية والعربية.

## عنه
كان عضوا بمجلس إدارة الأهرام، وكذلك رئيسا لتحرير تقرير الاتجاهات الاقتصادية الاستراتيجية الذي أسسه عام 2000، حيث اعتذر عن الاستمرار في رئاسة تحريره عندما أصبح رئيسًا لمجلس إدارة الأهرام عام 2014، وهو حاصل على جائزة الدولة للتفوق في العلوم الاجتماعية عام 2012، وعمل كرئيس للجنة الدائمة للاقتصاد بالمجلس الأعلى للثقافة عام 2013 واعتذر عنها عام 2014 بسبب مشاغل إدارة مؤسسة الأهرام، واضاف العديد من الكتب (أصبح عدد الكتب الخاصة به 17 كتابا) والدراسات والكراسات الاستراتيجية والمقالات (أصبح عدد المقالات أكثر من 2500).

## مجالات التخصص
-	الاقتصاد المصري وعلاقاته الدولية.
-	العلاقات الاقتصادية الدولية والتعاون الاقتصادى الإقليمى وأسواق المال.
-	قضايا المياه والزراعة خاصة في المنطقة العربية.
-	السياسات الاقتصادية العامة وأبعادها الاجتماعية.

## الخبرات
تم تعيينه رئيساً لمجلس إدارة مؤسسة الأهرام عام 2014
2005 وحتى الآن: عضو منتخب عن الصحفيين بمجلس إدارة مؤسسة الأهرام.
2005 وحتى الآن: كاتب بصفحة الرأي بجريدة الأهرام.
2005 وحتى 2007: المشرف والمحرر للقسم الاقتصادي بتقرير المرصد الاجتماعي العربي الصادر عن مكتبة الإسكندرية.
2003 وحتى عام 2007: عضو مجلس نقابة الصحفيين ومقرر لجنة تطوير المهنة والتدريب ومركز المعلومات.".
2000 وحتى الآن: رئيس تحرير التقرير السنوي«الاتجاهات الاقتصادية الاستراتيجية» الذي يصدره مركز الدراسات السياسية والاستراتيجية بالأهرام.
1999 -2000 : مدير تحرير التقرير الاستراتيجي العربي.
1997 -1999 : نائب مدير تحرير التقرير الإستراتيجي العربي.
1994 (حتى الآن): خبير اقتصادي بمركز الدراسات السياسية والاستراتيجية بجريدة الأهرام.
1993 -1995 : مدير تحرير قسم الاقتصاد بجريدة العالم اليوم.
1990 وحتى 2005 : كاتب افتتاحيات بجريدة الأهرام.
1987-1994 : باحث بمركز الدراسات السياسية والاستراتيجية بجريدة الأهرام.
1985 : باحث لبعض الوقت في مركز الدراسات السياسية والاستراتيجية بجريدة الأهرام.

## الجوائز التي حصل عليها
• جائزة المحارب الأول ضد الفساد عام 2006، الممنوحة من مجموعة من مؤسسات المجتمع المدني منها مؤسسة «شايفنكو» والمنظمة المصرية الأفريقية لحقوق الإنسان، وذلك عبر ترشيحات من الخبراء وتصويت جماهيري عبر شبكة المعلومات الدولية «الإنترنت» ورسائل التليفون المحمول.
• جائزة الدولة التشجيعية في الاقتصاد عام 1999، والمقدمة من وزارة الثقافة المصرية (المجلس الأعلى للثقافة)، وذلك عن كتاب: «دور المساعدات الخارجية لإسرائيل 1948-1996.. بناء دولة».
• الجائزة الأولى لأفضل مقال تحليلي في الصحافة المصرية عام 1989، والمقدمة من نقابة الصحفيين في مصر.

## أهم الأعمال المنشورة

### أولا: الكتب والدراسات
• التقرير السنوي: «الاتجاهات الاقتصادية الاستراتيجية» (رئيس التحرير)، تقرير سنوي يصدر عن مركز الدراسات السياسية والاستراتيجية بالأهرام منذ عام 2000 وحتى الآن.
• الاستثمارات الأجنبية في مصر..الوعد والحصاد وفرص تغيير المسار، مركز الدراسات السياسية والاستراتيجية بالأهرام، القاهرة 2009.
• القسم الاقتصادي في تقرير «حال الأمة العربية» 2008/2009..أمة في خطر، مركز دراسات الوحدة العربية، بيروت، 2009.
• الأزمة المالية الأمريكية والعالمية وإعادة الاعتبار لدور الدولة وللنموذج الاشتراكي، كراسات إستراتيجية، ديسمبر 2008.
• «الانهيار الاقتصادي في عصر مبارك.. حقائق الفساد والبطالة والغلاء والركود والديون»، دار ميريت، القاهرة 2005.
• أزمة جزر الثراء العربي وسط محيط من الفقر والتفجر، «شئون عربية»..مجلة قومية فصلية تصدر عن جامعة الدول العربية، القاهرة، صيف 2008.
• الدعم السلعي في مصر..إلغاء أم إصلاح وإعادة هيكلة؟، سلسلة كراسات إستراتيجية، مركز الدراسات السياسية والاستراتيجية بالأهرام، القاهرة، أبريل 2008.
• الصين..القفزة الاقتصادية العملاقة، سلسلة كراسات إستراتيجية، مركز الدراسات السياسية والاستراتيجية بالأهرام، القاهرة، سبتمبر 2007.
• التجارب «الاشتراكية» في مصر وآثار تحولها إلى سياسات السوق وأثر العولمة وإعادة الهيكلة، فصل ضمن كتاب «دولة الرفاهية الاجتماعية» مركز دراسات الوحدة
العربية، بيروت سبتمبر 2006.
• الطفرة النفطية العربية الثالثة..دراسة للملامح والأسباب وآليات التوظيف، سلسلة كراسات إستراتيجية، مركز الدراسات السياسية والاستراتيجية بالأهرام، القاهرة
يونيو 2006.
• القسم الاقتصادي (أداء الاقتصادات العربية)، ضمن تقرير «حال الأمة العربية»، مركز دراسات الوحدة العربية، بيروت، الأعداد 2005، 2006، 2007.
• الاتجاهات الاقتصادية في الوطن العربي، في كتاب «متطلبات الإصلاح في العالم العربي»، مؤسسة عبد الحميد شومان، المؤسسة العربية للدراسات والنشر، عمان 2006.
• الانهيار الاقتصادي في عصر مبارك..حقائق الفساد والبطالة والغلاء والركود والديون، دار ميريت، الطبعة الأولى، القاهرة 2005.
• الفقر في الوطن العربي (محرر)، سلسلة كتب مركز الدراسات السياسية والاستراتيجية بالأهرام، القاهرة 2005.
• «تحولات الخريطة الطبقية في مصر»، في كتاب «المواطنة المصرية ومستقبل الديموقراطية»، مركز البحوث والدراسات السياسية بكلية الاقتصاد والعلوم السياسية بجامعة
القاهرة، مكتبة الشروق، الطبعة الأولى 2005.
• مصر وإيران وتركيا..الواقع الاقتصادي والعلاقات الأوروبية، سلسلة كتب مركز الدراسات السياسية والاستراتيجية بالأهرام، القاهرة 2004.
• «الاتجاهات الاقتصادية في الوطن العربي: رؤية عامة»، فصل في كتاب «التحولات الاقتصادية العربية والألفية الثالثة»، مؤسسة عبد الحميد شومان، عمان (الأردن)،
المؤسسة العربية للدراسات والنشر (بيروت)، 2004.
• «الثراء الزائف»..مديونية الدول الصناعية الكبرى، المجلة العلمية الدورية: وجهات نظر، القاهرة، سبتمبر 2004.
• «السودان بين الوحدة والتقسيم..خيارات السياسة المائية المصرية»، كراسة إستراتيجية رقم 142 (أغسطس 2004) ضمن سلسلة كراسات إستراتيجية التي يصدرها مركز الدراسات السياسية والاستراتيجية بالأهرام.
• نكبة العراق..الأبعاد السياسية والاقتصادية والاستراتيجية، محرر، سلسلة كتب مركز الدراسات السياسية والاستراتيجية بالأهرام، ديسمبر 2003.
• فصل بعنوان «الأبعاد الاقتصادية للغزو الأمريكي للعراق» في د. حسن نافعة، ود. نادية مصطفى (محرران)، «العدوان على العراق..خريطة أزمة ومستقبل أمة»، قسم العلوم السياسية بكلية الاقتصاد والعلوم السياسية بجامعة القاهرة، بالتعاون مع مركز البحوث والدراسات السياسية بنفس الكلية، القاهرة 2003.
• الاقتصاد المصري من تجربة يوليو إلى نموذج المستقبل، سلسلة كتب مركز الدراسات السياسية والاستراتيجية بالأهرام، القاهرة 2002.
• في ظلال عاصفة 11 سبتمبر..اقتصادات مصر والعرب والعالم، كراسات إستراتيجية، مركز الدراسات السياسية والاستراتيجية، مؤسسة الأهرام، العدد 111، القاهرة، فبراير 2002.
• فصل بعنوان «الاقتصاد الإسرائيلي..من النشأة على قاعدة المساعدات إلى طموحات الهيمنة الإقليمية»، في جورج حبش (تقديم)، ود.عماد جاد (محرر)، من داخل إسرائيل..الآن ومنذ نصف قرن، دار ميريت للنشر والمعلومات، القاهرة 2002.
• المنظمات الاقتصادية الحكومية الدولية..نموذج للتسلط في صنع القرار، الديموقراطية (دورية علمية فصلية)، مركز الدراسات السياسية والاستراتيجية بالأهرام، القاهرة، يوليو 2001.
• الفساد في الدول العربية، دراسة ضمن تقرير «الاتجاهات الاقتصادية الاستراتيجية 2000»، مركز الدراسات السياسية والاستراتيجية بالأهرام، القاهرة، يناير 2001.
• المياه والزراعة في مصر..الظروف الدولية والمحددات الداخلية (المحرر)، سلسلة كتب مركز الدراسات السياسية والاستراتيجية بالأهرام، القاهرة 2000.
• «انتصار المصالح الوطنية على الأيديولوجيا في سياتل»، مجلة السياسة الدولية، مؤسسة الأهرام، القاهرة، العدد 140، إبريل 2000.
• الصراع والتعاون في مجال المياه في الشرق الأوسط، في كتاب «مصر والشرق الأوسط»، إدارة الشئون المعنوية، وزارة الدفاع، يناير 2000.
• «تعاون أم صراع على المياه في الشرق الأوسط ؟»، مجلة العمل العربي، منظمة العمل العربية، القاهرة، العدد 73، ديسمبر 1999.
• الاقتصادات العربية.. من الصعود الزائف إلى الانحدار المنذر، كراسات إستراتيجية، مركز الدراسات السياسية والاستراتيجية، مؤسسة الأهرام، العدد 84، القاهرة، ديسمبر 1999.
• من السد إلى مفيض توشكى..النيل والبشر في مصر: الأساطير والواقع، سلسلة كتب مركز الدراسات السياسية والاستراتيجية بمؤسسة الأهرام، القاهرة، 1999.
• مشارك كباحث اقتصادي في التقرير الاستراتيجي العربي الذي يصدر عن مركز الدراسات السياسية والاستراتيجية بمؤسسة الأهرام منذ صدور ه عام 1985 وحتى عام (1999)
• " التحرير المالي في الاقتصاد المصري..رؤية مستقبلية في ضوء الخبرة الآسيوية، كراسات إستراتيجية، مركز الدراسات السياسية والاستراتيجية، مؤسسة الأهرام، العدد 69، سبتمبر 1998.
• «تحديات التحرير المالي في الدول العربية»، «واقع قطاع الزراعة العربي والتحديات التي تواجهه»، في د. محمود عبد الفضيل (مشرفا)، «الاقتصاد العربي في مواجهة تحديات القرن الواحد والعشرين»، معهد البحوث والدراسات العربية، المنظمة العربية للتربية والثقافة والعلوم، القاهرة 1998.
• دور المساعدات الخارجية لإسرائيل 1948-1996.. بناء دولة، سلسلة كتب مركز الدراسات السياسية والإستراتيجية بالأهرام، 1998.(الكتاب الحائز على جائزة الدولة التشجيعية في الاقتصاد عام 1999)
• «المشروع المتوسطي..الأبعاد الاقتصادية والتكنولوجية»، في د. نادية مصطفي محمود (محرر)، مصر والنظام الإقليمي الجديد في المنطقة، مركز البحوث والدراسات السياسية، كلية الاقتصاد والعلوم السياسية، جامعة القاهرة، القاهرة 1997.
• الإصلاح الاقتصادي في الدول العربية.. حالة مصر، المغرب، اليمن، المركز العربي للدراسات الإستراتيجية، سلسلة قضايا إستراتيجية، العدد 3، القاهرة، مايو 1996.
• الاقتصاد الإسرائيلي: رؤية مستقبلية، مجلة السياسة الدولية، القاهرة، العدد 126، أكتوبر 1996.
• تقلبات الدولار مقابل العملات الحرة الرئيسية وآثارها على الاقتصادات العربية، مجلة السياسة الدولية، القاهرة، العدد 125، يوليو 1996.
• «التجارة الدولية»، سلسلة المعارف، العدد 19، القاهرة، 1995.
• «التضخم»، سلسلة المعارف، العدد 25، القاهرة، 1995.
• حرب أم سلام على جبهة التجارة الأمريكية اليابانية ؟، مجلة السياسة الدولية، القاهرة، العدد 121، يوليو 1995.
• العلاقات الاقتصادية بين مصر ودول المشرق العربي، في د. عبد المنعم المشاط (محررا)، الدور الإقليمي لمصر في الشرق الأوسط، مركز البحوث والدراسات السياسية، كلية الاقتصاد والعلوم السياسية، جامعة القاهرة، 1995.
• مصاعب الانتقال وسياسات التقارب بين جمهوريات الاتحاد السوفيتي السابق، السياسة الدولية، العدد 116، أبريل 1994، القاهرة 1994.
•العلاقات الاقتصادية العربية - الإيرانية، في «جمال ذكريا قاسم» و«يونان لبيب رزق» (محرران)، العلاقات العربية - الإيرانية، مركز البحوث والدراسات السياسية، كلية الاقتصاد والعلوم السياسية، جامعة القاهرة، معهد البحوث والدراسات العربية، المنظمة العربية للتربية والثقافة والعلوم، القاهرة 1994.
• رؤية عربية للنظرة الإسرائيلية لقضايا المياه، مجلة شئون عربية، العدد 73، مارس 1993، جامعة الدول العربية.
• الآثار السياسية لمشكلة البطالة في الوطن العربي، في محمد صفي الدين أبو العز (مشرفا) ومحمد خليل البرعي (منسقا)، مشكلة البطالة في الوطن العربي، معهد البحوث والدراسات العربية، المنظمة العربية للتربية والثقافة والعلوم، القاهرة 1992.
• رؤية عربية للمشروعات الإسرائيلية للتعامل مع العالم العربي في مجالات التجارة والسياحة والاستثمارات، المجلة العربية للبحوث والدراسات، المنظمة العربية للتربية والثقافة والعلوم، القاهرة 1992.
• الحملة الغربية ضد الجماهيرية.. العقوبات المحتملة وإمكانيات المواجهة، في «قضية لوكيربي ومستقبل النظام الدولي»، مركز دراسات العالم الإسلامي، سلسلة الدراسات السياسية والاستراتيجية، الطبعة الأولي، فاليتا (مالطا)، شتاء 1992.
• اقتصاد إسرائيل : هل يدفعها نحو الحرب أم السلام أم إبقاء الحال علي ما هو عليه ؟، مجلة شئون عربية، العدد 64 ديسمبر 1990، جامعة الدول العربية.
• العلاقات الاقتصادية بين العرب والجماعة الأوروبية.. الواقع والاحتمالات بعد عام 1992، مجلة السياسة الدولية، العدد 99، يناير 1990.
• المستوى التكنولوجي للزراعة العربية، مجلة الوحدة، العدد 55، أبريل 1989، المجلس القومى للثقافة العربية، الرباط، المغرب.
• التجارة في مناخ دولي متغير، مجلة السياسة الدولية، العدد 95، يناير 1989.
• ماذا يجري في منظمة الأوبك ؟، مجلة المنار، العدد 47، نوفمبر 1988، باريس.
• الدول النامية في ظلال الصراع التجاري بين العمالقة، مجلة المنار، العدد 43، يوليو 1988.
• أزمة أسواق الأوراق المالية.. الأسباب والنتائج والاحتمالات، مجلة المنار، العدد 37، يناير 1988، باريس.
• تجارة اليابان مع العالم.. الواقع والاحتمالات، السياسة الدولية، العدد 88، أبريل 1987.
• تجارة مصر مع العرب بين الواقع والممكن، مجلة السياسة الدولية، العدد 80 يناير 1985.
ثانيا : المقالات:
أكثر من ألف من المقالات التحليلية ومقالات الرأي في جريدة الأهرام، والأهرام ويكلي، الأهرام ابدو، الأهرام الاقتصادي، الحياة، العالم اليوم.